# Clari Cantus
Het Leuvens jeugdkoor Clari Cantus werd op 27 januari 1990 als een gelijkstemmig koor opgericht. In 1992 werd het door dirigente Ria Vanwing tot een gemengd jeugdkoor omgevormd. De meeste koorleden zijn afkomstig uit het in 1989 opgerichte kinderkoor Clari Cantuli, eveneens onder de leiding van Ria Vanwing. Clari Cantus is een zeer jong gemengd jeugdkoor. De gemiddelde leeftijd van de jongeren is ongeveer 17 jaar.
Na 20 jaar gaf Ria Vanwing het dirigeerstokje door aan haar jongste zoon. Sinds januari 2010 dirigeert Michiel Haspeslagh Clari Cantus. Haspeslagh heeft zelf jarenlang in Clari Cantus gezongen en heeft gestudeerd aan het Lemmensinstituut te Leuven. Het eerste optreden onder leiding van Haspeslagh was op het Europees Muziekfestival voor de Jeugd in Neerpelt.
Clari Cantus concerteerde in binnen- en buitenland. In 2007 gaf het zowel concerten in Zwitserland (Basel) als in Frankrijk (Vaison-la-Romaine) en Duitsland (Ochsenhausen), waar ook in 2008 werd opgetreden. Later beperkte Clari Cantus zich tot deelnames aan koorwedstrijden in Vlaanderen, met name het Europees Muziekfestival voor de Jeugd in Neerpelt in 2008 en 2010 (reeks B: reeks voor gemengde jeugdkoren) en het Korenfestival Vlaanderen in Kontich in 2009. Op deze drie wedstrijden behaalde Clari Cantus een eerste prijs cum laude.

## Curriculum
1993
- Prijs van Verdienste van de Provincie Brabant met een bijzondere vermelding van de jury.

1994
- Eerste prijs cum laude bij de eerste deelname aan het Europees Muziekfestival voor de Jeugd te Neerpelt (B).

1995
- In het kader van een internationale uitwisseling ontving Clari Cantus het jeugdkoor Úsmev uit Prievidza  (Slowakije).

1996
- Eerste prijs cum laude in de "Wimpelreeks voor gemengde koren met gevestigde faam" tijdens het Europees Muziekfestival voor de Jeugd te Neerpelt
- Deelname aan het 1° Europa Cantat Junior voor kinder- en jeugdkoren in Kaposvár (Hongarije)

1997
- Medewerking aan CD "Hodie Christus natus est" in opdracht van Europa Cantat
- Cd-opname "Tot Iedereen het Hoort" van liederen voor jeugdkoor van de Vlaamse componist Lode Dieltiens
- Concertuitzending op Radio 3
- Deelname aan Interregionales Chortreffen C.H.O.I.R. te Ochsenhausen (D).
- Deelname aan het Internationaal Koorfestival "Adventszingen" te Wenen (A).

1998
- Medewerking aan wereldcreatie van "Lauda Sion" van P. Swerts te Leuven.
- Eerste prijs cum laude in de wimpelreeks voor gemengde jeugdkoren met gevestigde faam op het Europees Muziekfestival voor de Jeugd te Neerpelt (B).
- Eerste prijs en winnaar van de Gouden Ster op de 25ste Gouden Sterwedstrijd te Lommel.

1999
- Klassering in ereafdeling tijdens het Provinciale Zangtornooi te Leuven.
- Finalist "Koor van het Jaar 1999" in Antwerpen.

2000
- Deelname aan het internationaal Festival Europa Cantat te Nevers (F).
- Jubileumconcert 35 jaar VFJK en de Algemene Vergadering Europa Cantat te Gent (B).

2001
- Deelname aan het "Interregionales Jugendchortreffen C.H.O.I.R."te Ochsenhausen (D).

2002
- Eerste Prijs cum laude op het Europees Muziekfestival voor de Jeugd te Neerpelt (B).
- Deelname aan het "Interregionales Jugendchorfestival C.H.O.I.R." te Ochsenhausen (D)

2003
- Deelname aan het XV Internationaal Festival Europa Cantat te Barcelona (E).
- Mulitmediaconcert "Een muzikale wandeling door Leuven"

2004
- Eerste Prijs cum Laude in de Wimpelreeks op het Europees Muziekfestival voor de Jeugd te Neerpelt (B).
- Deelname aan het Interregionales Jugendchorfestival C.H.O.I.R. te Ochsenhausen (D)

2005
- Clari Cantus concerteert met het wereldjeugdkoor te Leuven.
- Laureaat van het Provinciaal Koortornooi van de Provincie Vlaams-Brabant.
- Lenteconcert te Leuven met het Franse jeugdkoor "La Cigale de Lyon".
- Deelname aan het "Interregionales Jugendchorfestival C.H.O.I.R." te Ochsenhausen (D).

2006:
- Eerste prijs cum laude in de wimpelreeks op het Europees Muziekfestival voor de Jeugd te Neerpelt (B)
- Deelname aan wereldcreatie van het oratorium “Wij zijn wij” van Jeroen d’Hoe
- Deelname aan het XVI Europa Cantat festival te Mainz (D).
- Belgisch vertegenwoordiger op het internationaal festival “Les Noélies en Alsace” van 07 – 12/12/2006 te Straatsburg (F).

2007:
- Deelname aan het Europees Jeugdkorenfestival te Bazel (CH)
- Deelname aan het internationaal festival "Les Choralies" te Vaison-la-Romaine (F)
- Deelname aan het Interregionales Jugendchorfestival C.H.O.I.R. te Ochsenhausen (D)

2008:
- Eerste prijs cum laude in de wimpelreeks op het Europees Muziekfestival voor de Jeugd te Neerpelt (B)
- Deelname aan het Interregionales Jugendchorfestival C.H.O.I.R. te Ochsenhausen (D)

2009:
- Eerste prijs cum laude op het Korenfestival Vlaanderen te Kontich (B)

2010:
- Eerste prijs cum laude in de reeks voor gemengde jeugdkoren op het Europees Muziekfestival voor de Jeugd te Neerpelt (B)

2011:
- Koor van het Jaar 2010-11
- Deelname aan het Interregionales Jugendchorfestival C.H.O.I.R. te Ochsenhausen (D)

2012:
- Koorsreis naar Polen (PL)
- Deelname aan het Interregionales Jugendchorfestival C.H.O.I.R. te Ochsenhausen (D)
- Herdenking V-dag in de Sint-Pieterskerk te Leuven (B)

2013:
- Deelname aan het Interregionales Jugendchorfestival C.H.O.I.R. te Ochsenhausen (D)

2014:
- Deelname aan het Interregionales Jugendchorfestival C.H.O.I.R. te Ochsenhausen (D)
- Deelname aan "The Armed Man - A Mass for Peace" in de Royal Albert Hall ter herdenking van de Eerste Wereldoorlog[1]

2015:
- Deelname aan het derde Georgy Teratsuyants International Choir Festival in Petrozavodsk (R)
- Opening 26ste International Conference on the History of Cartography in Antwerpen (B)
- Deelname aan het Interregionales Jugendchorfestival C.H.O.I.R. te Ochsenhausen (D)

2017:
- Deelname aan het Interregionales Jugendchorfestival C.H.O.I.R. te Ochsenhausen (D)

2018:
- Eerste prijs cum laude in de reeks voor gemengde jeugdkoren op het Europees Muziekfestival voor de Jeugd te Neerpelt (B)